# کیل‌جویز
کیل‌جویز (به انگلیسی: Killjoys) مجموعه تلویزیونی علمی-تخیلی کانادایی است که در سال ۲۰۱۵ ساخته شده و پخش آن تا کنون ادامه دارد. این مجموعه از شبکه سای‌فای پخش می‌شود.

## خلاصه داستان
داستان سریال دربارهٔ گروهی جایزه بگیر بین سیاره‌ای است که به دنبال افراد خلافکار می‌گردند و این در حالیست که یک سیستم از راه دور، آن‌ها را زیر نظر دارد